# Тшебницкий повет
Тшебницкий повет (пол. Powiat trzebnicki) — повет (район) в Польше, входит как административная единица в Нижнесилезское воеводство. Центр повета — город Тшебница. Занимает площадь 1025,55 км². Население — 83 699 человек (на 31 декабря 2015 года).

## Административное деление
- города: Оборники-Слёнске, Прусице, Тшебница, Жмигруд
- городско-сельские гмины: Гмина Оборники-Слёнске, Гмина Прусице, Гмина Тшебница, Гмина Жмигруд
- сельские гмины: Гмина Вишня-Мала, Гмина Завоня

## Демография
Население повета дано на 31 декабря 2015 года.
| Перепись            | Всего  | Мужчины | Женщины |
| ------------------- | ------ | ------- | ------- |
| Всего               | 83 699 | 41 074  | 42 625  |
| Городское население | 30 933 | 14 801  | 16 132  |
| Сельское население  | 52 766 | 26 273  | 26 493  |